# Noirétable

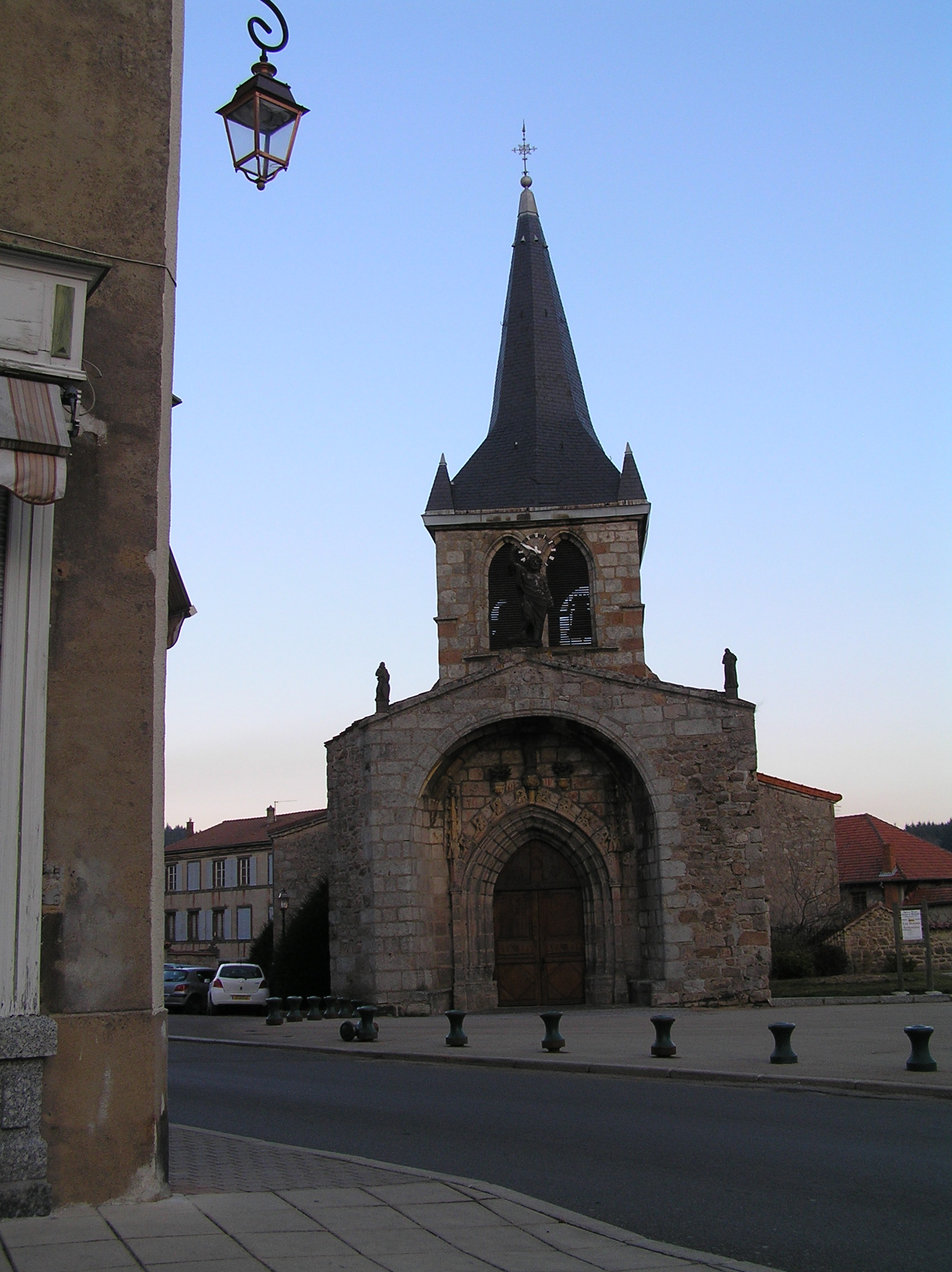
Kościół św. Jana Chrzciciela w Noirétable, 2008

Noirétable – miejscowość i gmina we Francji, w regionie Owernia-Rodan-Alpy, w departamencie Loara.
Według danych na rok 1990 gminę zamieszkiwało 1719 osób, a gęstość zaludnienia wynosiła 43 os./km² (wśród 2880 gmin regionu Rodan-Alpy Noirétable plasuje się na 501. miejscu pod względem liczby ludności, natomiast pod względem powierzchni na miejscu 114.).